# Episodi di Hunter's Walk (seconda stagione)
La seconda stagione della serie televisiva Hunter's Walk è stata trasmessa in anteprima nel Regno Unito dalla Independent Television tra il 22 aprile 1974 e il 22 luglio 1974.
| nº | Titolo originale     | Titolo italiano | Prima TV UK    | Prima TV Italia |
| -- | -------------------- | --------------- | -------------- | --------------- |
| 1  | Help                 |                 | 22 aprile 1974 |                 |
| 2  | Perspectives         |                 | 29 aprile 1974 |                 |
| 3  | Villain              |                 | 6 maggio 1974  |                 |
| 4  | Blind Eye            |                 | 13 maggio 1974 |                 |
| 5  | Lost Sheep           |                 | 20 maggio 1974 |                 |
| 6  | Charlie              |                 | 27 maggio 1974 |                 |
| 7  | Digger               |                 | 3 giugno 1974  |                 |
| 8  | Ella                 |                 | 10 giugno 1974 |                 |
| 9  | Witness              |                 | 17 giugno 1974 |                 |
| 10 | Steady Job           |                 | 1º luglio 1974 |                 |
| 11 | Visitors             |                 | 1º luglio 1974 |                 |
| 12 | Free While Wednesday |                 | 8 luglio 1974  |                 |
| 13 | Kids                 |                 | 22 luglio 1974 |                 |